# Filips III van Croÿ

Filips III van Croÿ

Filips III van Croÿ (Valencijn, 10 juli 1526 - Venetië, 11 december 1595) was hertog van Aarschot, prins van Chimay, markies van Renty, graaf van Beaumont en heer van tal van andere heerlijkheden. Hij was tevens de Staatse stadhouder van Vlaanderen tijdens het bewind van koning Filips II van Spanje. In de geschiedschrijving wordt hij kortweg Aarschot genoemd.

## Levensloop

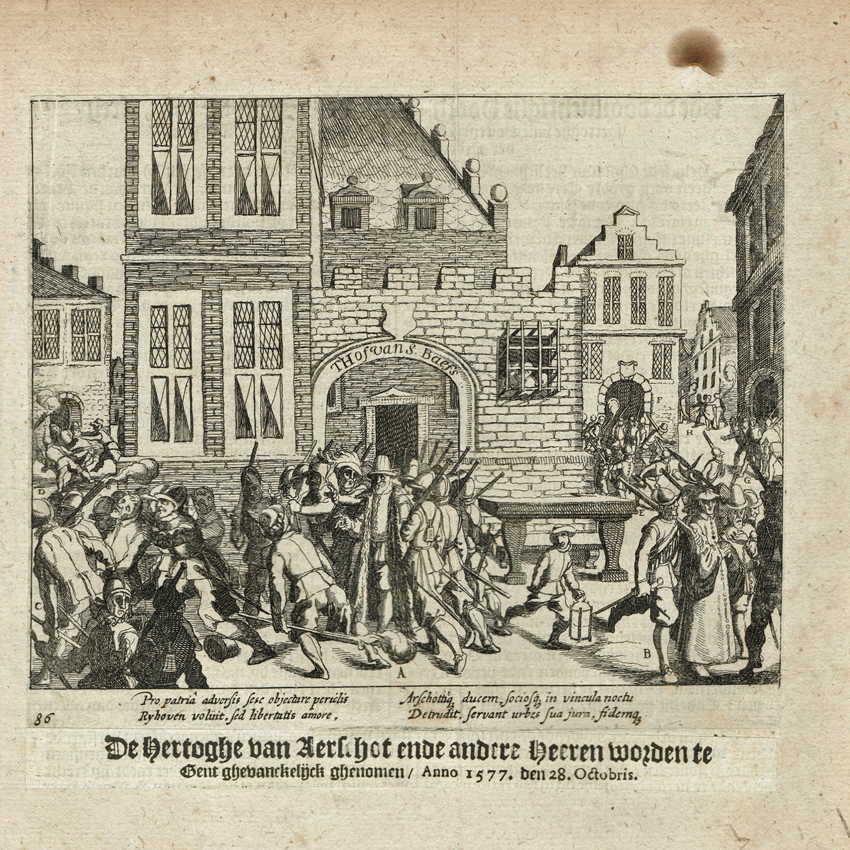
De gevangenneming van de Hertog van Aarschot en andere edelen in het Hof van S. Baefs te Gent, 28 oktober 1577. Prent uit 'De Nassausche Oorloghen' van W. Baudartius.

Filips was de jongste zoon van Filips II van Croÿ en Anne van Croÿ-Chimay. De adellijke titels kwamen hem toe na de moord op zijn broer Karel in 1551. In 1556 werd Aarschot door koning Filips II tot Vliesridder geslagen. Als diens ambassadeur woonde hij de Rijksdag van Frankfurt bij in 1562. Hij zetelde in de Staten van Henegouwen en werd in 1565 lid van de Raad van State, waarvan hij in 1572 hoofd en superintendent zou worden.
In de jaren 70 van de zestiende eeuw - waar de opstandelingen steeds succesvoller werden - ontpopte hij zich als de hoofdrolspeler in de oppositie binnen de gewesten die nog onder controle van de regering stonden. Zijn rooms-katholieke geloof weerhield hem er niet van in 1577 zeer vriendschappelijke betrekkingen met Willem van Oranje te onderhouden. Hun betrekkingen waren totaal anders in de tijd dat de oorlog nog niet begonnen was en het Oranje zelf was die een leidende rol had in niet-gewelddadige oppositie. Mede door Aarschots toedoen trachtte de Staten-Generaal Oranjes invloed op het beleid van de Brusselse regering zo veel mogelijk te beperken. Ook weigerde Aarschot deel te nemen aan de liga tegen Granvelle.
Op 4 september 1576 werd Aarschot onder arrest geplaatst tijdens de coup tegen de Raad van State. De volgende dag werd hij weer vrijgelaten. Hij keurde mee de maatregelen goed die de Pacificatie van Gent mogelijk maakten, maar ondergroef dit dan als drijvende kracht achter het Eeuwig Edict van de nieuwe landvoogd Juan van Oostenrijk, dat het katholicisme weer oplegde. Hij was erbij toen Don Juan de oorlog hervatte door de Naamse citadel in te nemen, en zwoer hem toen trouw, maar daarna probeerde hij zich van het gebeurde te distantiëren en keerde hij terug naar Brussel om de kant van de Staten te kiezen.
Nog vóór de Staten-Generaal op 8 september Don Juan afzetten, had Aarschot Matthias van Oostenrijk al aangezocht om de nieuwe landvoogd te worden. Ook liet hij zich op 20 september door de Staten-Generaal aanstellen tot stadhouder van Vlaanderen. Als leider van de katholieke edelen wilde hij het Oranje en de geuzen moeilijk maken, die in Brussel en Antwerpen de macht hadden gegrepen. Op 9 oktober maakte hij de komst van landvoogd Matthias bekend. Als diens residentiestad had hij Dendermonde in gedachten, als Vlaams-katholiek bolwerk tegen Brabant.
Maar ook in Vlaanderen botste hij op weerstand. De Gentenaars namen het hem niet in dank af dat hij wachtte met het bekrachtigen van het herstel van hun stadsrechten door de Staten-Generaal. In de nacht van 28 op 29 oktober begaven Jan van Hembyze en François van Ryhove zich aan het hoofd van een groep gewapende geuzen naar de woning van Aarschot. Na een korte strijd werd hij van zijn bed gelicht en blootsvoets weggevoerd. Onderweg om te worden opgesloten in het huis van Ryhove, werd hij twee keer bijna gelyncht. Na het stichten van de Gentse Republiek werd Aarschot onder druk van Oranje en van de Staten-Generaal vrijgelaten, onder de voorwaarde dat hij schriftelijk afstand deed van zijn mandaat en beloofde zich niet te wreken. Dit gebeurde op 10 november 1577, zonder dat er een staatse opvolger in zijn plaats kwam. Daaraan hadden noch de Gentse leiders, noch de meer gematigde Staten-Generaal in Antwerpen, noch de koning in Madrid behoefte.
Na zijn vrijlating nam Aarschot in 1579 deel aan de Vredehandel van Keulen. Hij herstelde zijn betrekkingen met de koning en werd vanaf 1580 weer opgenomen in de Raad van State. In 1584 was hij betrokken bij de capitulatie van Brugge, waar zijn zoon Karel gouverneur was. Wanneer echter in 1595 graaf Pedro Henriquez de Acevedo als landvoogd werd aangesteld, hield hij het landsbestuur voor gezien en trok hij zich terug in Venetië, waar hij korte tijd later overleed.

## Familie
Filips III huwde op 24 januari 1558 met Jeanne van Halewyn dochter van Jean van Halewyn en Jossyne de Lannoy. Uit dit huwelijk werden drie kinderen geboren:
- Karel III van Croÿ, hertog van Aarschot.
- Anna van Croÿ-Chimay (1564-1635), die huwde met Karel van Arenberg.
- Margaretha van Croÿ.

## Voorouders
| Voorouders van Filips III van Croÿ | Voorouders van Filips III van Croÿ                                                     | Voorouders van Filips III van Croÿ                                                     | Voorouders van Filips III van Croÿ                                | Voorouders van Filips III van Croÿ                                | Voorouders van Filips III van Croÿ                                     | Voorouders van Filips III van Croÿ                                     | Voorouders van Filips III van Croÿ                                     | Voorouders van Filips III van Croÿ                                     |
| ---------------------------------- | -------------------------------------------------------------------------------------- | -------------------------------------------------------------------------------------- | ----------------------------------------------------------------- | ----------------------------------------------------------------- | ---------------------------------------------------------------------- | ---------------------------------------------------------------------- | ---------------------------------------------------------------------- | ---------------------------------------------------------------------- |
| Overgrootouders                    | Filips I van Croÿ (graaf van Porcéan) (1435-1511) ∞ Jacoba van Luxemburg-Saint Pol (-) | Filips I van Croÿ (graaf van Porcéan) (1435-1511) ∞ Jacoba van Luxemburg-Saint Pol (-) | René van Chateaubriand (-1490) ∞ Helena van Estouteville (-)      | René van Chateaubriand (-1490) ∞ Helena van Estouteville (-)      | Filips I van Chimay (1434-1482) ∞ Walburge van Meurs-Saarwerden (-)    | Filips I van Chimay (1434-1482) ∞ Walburge van Meurs-Saarwerden (-)    | Alain van Albret (1440-1522) ∞ Francisca van Châtillon (1450-1481)     | Alain van Albret (1440-1522) ∞ Francisca van Châtillon (1450-1481)     |
| Grootouders                        | Hendrik van Croÿ (-1514) ∞ Charlotte de Chateaubriand (-1509)                          | Hendrik van Croÿ (-1514) ∞ Charlotte de Chateaubriand (-1509)                          | Hendrik van Croÿ (-1514) ∞ Charlotte de Chateaubriand (-1509)     | Hendrik van Croÿ (-1514) ∞ Charlotte de Chateaubriand (-1509)     | Karel I van Croÿ (1455-1527) ∞ Louise d'Albret van Limoges (1470-1531) | Karel I van Croÿ (1455-1527) ∞ Louise d'Albret van Limoges (1470-1531) | Karel I van Croÿ (1455-1527) ∞ Louise d'Albret van Limoges (1470-1531) | Karel I van Croÿ (1455-1527) ∞ Louise d'Albret van Limoges (1470-1531) |
| Ouders                             | Filips II van Croÿ (1469-1549) ∞ Anne van Croÿ-Chimay (1501-1539)                      | Filips II van Croÿ (1469-1549) ∞ Anne van Croÿ-Chimay (1501-1539)                      | Filips II van Croÿ (1469-1549) ∞ Anne van Croÿ-Chimay (1501-1539) | Filips II van Croÿ (1469-1549) ∞ Anne van Croÿ-Chimay (1501-1539) | Filips II van Croÿ (1469-1549) ∞ Anne van Croÿ-Chimay (1501-1539)      | Filips II van Croÿ (1469-1549) ∞ Anne van Croÿ-Chimay (1501-1539)      | Filips II van Croÿ (1469-1549) ∞ Anne van Croÿ-Chimay (1501-1539)      | Filips II van Croÿ (1469-1549) ∞ Anne van Croÿ-Chimay (1501-1539)      |
| Filips III van Croÿ (1526-1595)    |                                                                                        |                                                                                        |                                                                   |                                                                   |                                                                        |                                                                        |                                                                        |                                                                        |

## Voetnoten
1. ↑  Pieter Serrien, In opstand! Geuzen in de Lage Landen, 1565-1578, 2022, p. 504. ISBN 9789464103182
2. ↑  Pieter Serrien, In opstand! Geuzen in de Lage Landen, 1565-1578, 2022, p. 508. ISBN 9789464103182
3. ↑  Pieter Serrien, In opstand! Geuzen in de Lage Landen, 1565-1578, 2022, p. 511. ISBN 9789464103182

- Bibliothèque nationale de France: cb170436517 (data)
- Biografisch Portaal: 02540097
- Gemeinsame Normdatei: 132281007
- International Standard Name Identifier: 0000 0003 9610 4519
- Nederlandse Thesaurus van Auteursnamen: 074011502
- Système universitaire de documentation: 112278272
- Virtual International Authority File: 290972939
- WorldCat: E39PBJxrVrBHt9vd8j8FD9f8YP